# День пам'яті українців - жертв примусового виселення у 1944-1951 роках
День пам'яті українців — жертв примусового виселення з Лемківщини, Надсяння, Холмщини, Південного Підляшшя, Любачівщини, Західної Бойківщини у 1944—1951 роках — щорічний національний пам'ятний день в Україні, що припадає на другу неділю вересня.

## Історія дня пам'яті
Національний пам'ятний день установлено відповідно до Постанови Верховної Ради України від 8 листопада 2018 року № 2608-VIII «Про відзначення на державному рівні 75-х роковин початку депортації українців з Лемківщини, Надсяння, Холмщини, Південного Підляшшя, Любачівщини, Західної Бойківщини у 1944—1951 роках». Цим нормативним документом було визначено щороку у другу неділю вересня відзначати День пам'яті українців — жертв примусового виселення з Лемківщини, Надсяння, Холмщини, Південного Підляшшя, Любачівщини, Західної Бойківщини у 1944—1951 роках.
У 2019 році 75-ті роковини початку депортації українців з Лемківщини, Надсяння, Холмщини, Південного Підляшшя, Любачівщини, Західної Бойківщини у 1944—1951 роках відзначалися на державному рівні в Україні. Також 2019 рік було оголошено Роком Пам'яті депортованих українців з Лемківщини, Надсяння, Холмщини, Південного Підляшшя, Любачівщини, Західної Бойківщини у 1944—1951 роках.

## Передумови
Радянська влада після звільнення України широко використовувало примусове виселення мирного населення з каральною чи політичною метою. Процес депортації українців у 1944—1951 роках мав форму військових операцій проти мирного населення, супроводжувався грубим порушенням основоположних прав і свобод людини та громадянина, повною забороною повернення на рідні землі, вилученням майна, безальтернативним закріпленням за новими місцями поселення, залишати які було заборонено, обмеженням політичних, соціальних, економічних і культурних прав, що призвело до руйнування української культурної та історичної спадщини, поставило під загрозу знищення низку етнографічних груп українського народу. Депортація мала на меті призупинення тисячолітнього існування найзахіднішої гілки українства.
9 вересня 1944 року в Любліні СРСР та Польща уклали угоду про «взаємний обмін населенням» — примусово виселяли українців із Польщі, а поляків з України. За інформацією Українського інституту національної пам'яті примусово покинули свої домівки майже 700 тисяч українців, які втратили все своє майно. Депортація супроводжувалась застосуванням терору, репресій, конфіскації майна, обмеження політичних, соціальних, економічних і культурних прав людей. Зокрема, понад 482 тисячі українців у 1944—1946 роках примусово переселили до УРСР. У 1947 році майже 150 тисяч українців тих українців, що відмовились виїжджати до СРСР, польська влада в ході «операції Вісла» примусово депортувала у північні та західні регіони Польщі. Ще кілька десятків тисяч українців були позбавлені батьківських домівок під час обмінів прикордонними ділянками між СРСР та Польщею у 1948 та 1951 роках.